# Mališi
Mališi su naselje u Republici Hrvatskoj u sastavu Općine Višnjan, Istarska županija. 

## Stanovništvo
Prema popisu stanovništva 2011. godine naselje je imalo 11 stanovnika.

| broj stanovnika | 11    | 11    |
|                 | 2011. | 2021. |